# Zach Galifianakis
Zachary Knight "Zach" Galifianakis, född 1 oktober 1969 i Wilkesboro, North Carolina, är en amerikansk komiker och skådespelare, som är mest känd för rollen som Alan Garner i komedin Baksmällan. Innan Galifianakis slog igenom i Baksmällan var han mest känd som en stå-uppkomiker med en mycket okonventionell stil, där han bland annat berättar vitsar samtidigt som han spelar piano. Han har också haft en mindre roll som "Dave the Bear" i What Happens in Vegas. Hans andra riktigt stora roll var som Ethan Tremblay i filmen Due Date från 2010, där även Robert Downey Jr. medverkar. Han har även medverkat i serien Tru Calling där han spelade Davis, en anställd på bårhuset.
Spelade även karaktären Jeff i Keeping up with the Joneses 2016.
Zach har också haft en firad roll i tv-serien Bored to Death där han spelar mot Ted Danson och Jason Schwartzman. Den utspelas i New York där Galifianakis även bott en längre tid.

## Uppväxt
Galifianakis föddes i Wilkesboro, North Carolina. Där studerade han på Wilkes Central High School. Hans mor Mary Frances, född Cashion, drev ett kommunalt kulturhus och hans far arbetade inom oljebranschen. Hans farföräldrar var grekiska immigranter.

## Filmografi
- 1999 – Flushed
- 2001 – Heartbreakers
- 2001 – Bubble Boy
- 2001 – Snowbiz!
- 2002 – Below
- 2006 – The Pity Card
- 2007 – Into the Wild
- 2008 – What Happens in Vegas...
- 2008 – Visioneers
- 2008 – Gigantic
- 2009 – Baksmällan
- 2009 – G-Force
- 2009 – Youth in Revolt
- 2009 – Up in the Air
- 2009 – Little Fish, Strange Pond
- 2010 – Operation: Endgame
- 2010 – Dinner for Schmucks
- 2010 – Due Date
- 2010 – It's Kind of a Funny Story
- 2011 – Baksmällan del II
- 2011 – Mupparna
- 2012 – Tim and Eric's Billion Dollar Movie
- 2012 – Rivalerna
- 2013 – Baksmällan del III
- 2013 – Are You Here
- 2014 – Muppets Most Wanted
- 2014 – Birdman
- 2015 – Masterminds
- 2016 – Keeping up with the Joneses
- 2017 – Tulpanfeber
- 2023 – The Beanie Bubble
- 2025 – Lilo & Stitch
- 2025 – The Wizard of the Kremlin